# Traffic (zespół muzyczny)
Traffic – brytyjska grupa rockowa założona w kwietniu 1967 roku, utożsamiana z ruchem hippisowskim. W pierwotnym składzie występowali Steve Winwood, Jim Capaldi, Chris Wood i Dave Mason. Po dwóch latach i wydaniu trzech płyt – Mr. Fantasy, Traffic i Last Exit – nastąpiło pierwsze zawieszenie działalności grupy. Steve Winwood i Ric Grech, były basista zespołu Family, uformowali efemeryczną supergrupę Blind Faith, czasami nazywaną SuperCream, gdyż pozostałymi jej członkami byli Eric Clapton i Ginger Baker. W 1970 roku Blind Faith rozpadł się, a Steve Winwood i Ric Grech zasilili kolejną supergrupę – Ginger Baker’s Air Force – jednakże po kilku wspólnych koncertach Steve Winwood i Ric Grech postanowili reaktywować Traffic.
Zespół Traffic definitywnie zakończył działalność w 1974 roku, wkrótce po ukazaniu się ostatniej, cieszącej się umiarkowanie pozytywną oceną, płyty When the Eagle Flies.
Steve Winwood i Jim Capaldi w 1994 roku na krótko reaktywowali grupę, wspólnie z Grateful Dead wystąpili na kilku koncertach i nagrali ostatnią w karierze Traffic płytę – Far From Home.
W 2004 roku uhonorowano wkład zespołu w rozwój muzyki umieszczeniem jego dorobku w Rock and Roll Hall of Fame.
Plan kolejnej reaktywacji zespołu nie został zrealizowany, gdyż Jim Capaldi zmarł 28 stycznia 2005 roku.
Koncert poświęcony jego pamięci – Dear Mr. Fantasy – odbył się 21 stycznia 2007 roku w londyńskim The Roundhouse, Camden Town, a uczestniczyli w nim tacy artyści jak Pete Townshend (The Who), Jon Lord (Deep Purple), Joe Walsh (The Eagles), Cat Stevens, Gary Moore, Dennis Locorriere (Dr. Hook) i współzałożyciel Traffic – Steve Winwood. Całkowity dochód z koncertu został przekazany na rzecz The Jubilee Action – organizacji pomagającej poszkodowanym przez wojny i klęski żywiołowe dzieciom z III Świata.
Muzyka grupy była różnorodna gatunkowo. Reprezentowała głównie takie gatunki jak rock psychodeliczny i folk rock, choć równie często sięgała również po blues rock, jazz rock i hard rock. W brzmieniu, jak i w instrumentarium, łatwo daje się zauważyć silne wpływy bluesa i jazzu. Grupa w przeciwieństwie do pokrewnych jej Cream i Jimiego Hendrixa, reprezentujących ascetyczne brzmienie, wypracowała bogatą fakturę muzyczną. Otwarta była także na multikulturowe wpływy, wzbogacające jej muzykę. Była prawdopodobnie pierwszą rockową grupą, która zainteresowała się muzyka afrykańską. Jej długoletnim członkiem był nigeryjski perkusista Rebop Kwaku Baah. Inna ważna cecha wyróżniającą Traffic z pejzażu muzycznego jej czasów, była ucieczka od życia miejskiego. Podczas gdy większość współczesnych jej grup skupiało się w wielkich miastach, szczególnie w Londynie, tworząc względnie skonsolidowane środowisko podziemia artystycznego, muzycy tworzący grupę Traffic wybrali ucieczkę na prowincję. Większość znaczących dzieł grupy powstało w zaciszu wiejskiego domu do niej należącego. Grupa stała się odskocznią dla solowej kariery Steve Winwooda.
Największym przebojem grupy jest psychodeliczny utwór Paper Sun. Prócz tego grupa wylansowała takie znaczące w historii rocka piosenki jak Dear Mr. Fantasy, John Barleycorn Must Die czy 40 000 Headmen. Największe sukcesy grupa święciła na koncertach, rozbudowując swoje utwory o długie psychodeliczne solówki gitarowe i perkusyjne.

## W grupie występowali
- Steve Winwood – śpiew, gitara, instrumenty klawiszowe, gitara basowa (1967–1969, 1970–1974, 1994)
- Dave Mason – śpiew, gitara, sitar, gitara basowa (1967–1968, 1971)
- Chris Wood – flet, saksofon, instrumenty klawiszowe (1967–1969, 1970–1974)
- Jim Capaldi – bębny, perkusja, śpiew (1967–1969, 1970–1974, 1994)
- Ric Grech – gitara basowa (1970–1972)
- Jim Gordon – bębny (1971–1972)
- Rebop Kwaku Baah – instrumenty perkusyjne (1971–1974)
- Roger Hawkins – bębny (1972–1973)
- David Hood – gitara basowa (1972–1973)
- Barry Beckett – organy (1973)
- Rosko Gee – gitara basowa (1974, 1994)
- Randall Bramblett – flet, saksofon (1994)

## Dyskografia
- 1967 Mr. Fantasy [Pierwsze wydanie w USA nosiło tytuł Heaven Is In Your Mind]
- 1968 Traffic
- 1969 Last Exit
- 1970 John Barleycorn Must Die
- 1971 Welcome to the Canteen [live]
- 1971 The Low Spark of High Heeled Boys
- 1973 Shoot Out at the Fantasy Factory
- 1973 On the Road [live]
- 1974 When the Eagle Flies
- 1994 Far from Home
- 2005 The Last Great Traffic Jam [live]